# Comuna Jariștea, Vrancea
Jariștea este o comună în județul Vrancea, Moldova, România, formată din satele Jariștea (reședința), Pădureni, Scânteia și Vărsătura.

## Toponimie
Procedeul înființării statelor a constat în clasicele despăduriri prin foc, de unde și denumirile satelor: Jariștea, Scânteia, Pădureni. Cuvântul jariște însemnând, loc pustiit de foc; pădure arsă pe locul căreia se dezvoltă o nouă vegetație lemnoasă.

## Așezare geografică
Comuna se întinde în centrul județului, în partea de răsărit a Măgurei Odobeștilor, învecinându-se cu orașul Odobești, la sud, și cu comuna Bolotești, la nord.

## Istorie
La sfârșitul secolului al XIX-lea, comuna Jariștea făcea parte din plasa Gârlele a județului Putna și era formată numai din satul de reședință, cu 1880 de locuitori ce trăiau în 491 de case. În comună funcționau două biserici și două școli — una de băieți, cu 76 de elevi, și una de fete, cu 26 de eleve. La acea vreme, pe teritoriul actual al comunei mai funcționa în aceeași plasă și comuna Vărsătura, în aceeași plasă. Ea era formată din satele Pădureni și Vărsătura, cu 1182 de locuitori, două biserici și o școală mixtă. Aceeași componență și apartenență este consemnată și de Anuarul Socec din 1925, comuna Jariștea având 2409 locuitori, iar comuna Vărsătura — 1760. În 1931, comuna Vărsătura a devenit comună suburbană a comunei urbane Odobești.
În 1950, comuna Jariștea a fost arondată raionului Focșani din regiunea Putna, apoi (după 1952) din regiunea Bârlad și apoi (după 1956) din regiunea Galați, iar la un moment dat comuna Vărsătura a dispărut, fiind inclusă în comuna Jariștea. Din 1968, comuna Jariștea face parte din județul Vrancea.

## Demografie
Componența etnică a comunei Jariștea
     Români (95,33%)
     Alte etnii (0,1%)
     Necunoscută (4,57%)
Componența confesională a comunei Jariștea
     Ortodocși (94,71%)
     Alte religii (0,37%)
     Necunoscută (4,92%)
Conform recensământului efectuat în 2021, populația comunei Jariștea se ridică la 4.027 de locuitori, în scădere față de recensământul anterior din 2011, când fuseseră înregistrați 4.204 locuitori. Majoritatea locuitorilor sunt români (95,33%), iar pentru 4,57% nu se cunoaște apartenența etnică. Din punct de vedere confesional, majoritatea locuitorilor sunt ortodocși (94,71%), iar pentru 4,92% nu se cunoaște apartenența confesională.

## Politică și administrație
Comuna Jariștea este administrată de un primar și un consiliu local compus din 13 consilieri. Primarul, Ciprian Marius Grama[*], de la Partidul Național Liberal, este în funcție din iunie 2017. Începând cu alegerile locale din 2024, consiliul local are următoarea componență pe partide politice:
|  | Partid                    | Consilieri | Componența Consiliului | Componența Consiliului | Componența Consiliului | Componența Consiliului | Componența Consiliului | Componența Consiliului | Componența Consiliului | Componența Consiliului | Componența Consiliului |
|  | ------------------------- | ---------- | ---------------------- | ---------------------- | ---------------------- | ---------------------- | ---------------------- | ---------------------- | ---------------------- | ---------------------- | ---------------------- |
|  | Partidul Național Liberal | 9          |                        |                        |                        |                        |                        |                        |                        |                        |                        |
|  | Partidul Social Democrat  | 3          |                        |                        |                        |                        |                        |                        |                        |                        |                        |
|  | Partidul Patrioților      | 1          |                        |                        |                        |                        |                        |                        |                        |                        |                        |

## Transport
Comuna este traversată de șoseaua județeană DJ205B, care o leagă spre sud de Odobești, Vârteșcoiu, Cârligele, Cotești, Urechești și Popești (unde se termină în DN2) și spre nord de Bolotești (unde se termină în DN2D).

## Monumente istorice
Două obiective din comuna Jariștea sunt incluse în lista monumentelor istorice din județul Vrancea ca monumente de interes local.
- Situl arheologic de la „Pițigoi”, din satul Pădureni, unde s-au descoperit urmele unei așezări din perioada Latène III, cultura geto-dacică;
- Mănăstirea Buluc, întemeiată de către boierul Isaia Caragea din Vineșeștii Putnei, care a ridicat Codrii Mereilor o biserica de lemn. Sfințirea acesteia s-a făcut la dată de 8 martie 1679. Între anii 1922-1928 se va ridică o biserica de zid, cu hramul Schimbarea la Față. După cutremurul din 1940, biserica va fi refăcută din temelie. Între anii 1951 și 1961, mănăstirea este ocupată de o obște de maici, iar mai apoi părăsită. Mănăstirea a fost redeschisă în anul 1991.[16] Biserica de lemn „Sfânta Treime”-Schitul Buluc din zona satului Pădureni.[17]

## Personalități
- Cătălin Dumitru Toma (11 decembrie 1977 - 17 februarie 2024), primar al comunei două mandate (2008-2016), ales în 2016 senator în județul Vrancea din partea Partidului Național Liberal (PNL) și președinte al Consiliului Județean Vrancea între 2020 și 2024.